# Brutovce
Brutovce este o comună slovacă, aflată în districtul Levoča din regiunea Prešov. Localitatea se află la altitudinea de 864 m deasupra n.m., se întinde pe o suprafață de 13,68 km2 și în 2017 număra 179 de locuitori.

## Istoric
Localitatea Brutovce este atestată documentar din 1268.

## Demografie
| An:                | 1994 | 2004   | 2014    | 2024    |
| ------------------ | ---- | ------ | ------- | ------- |
| Număr de persoane: | 238  | 217    | 188     | 144     |
| Diferență:         |      | −8,82% | −13,36% | −23,40% |

| An:                | 2023 | 2024   |
| ------------------ | ---- | ------ |
| Număr de persoane: | 146  | 144    |
| Diferență:         |      | −1,36% |